# Daniel Webster Law Office
Das Daniel Webster Law Office ist ein historisches Bauwerk aus dem 19. Jahrhundert in Marshfield im Bundesstaat Massachusetts der Vereinigten Staaten. Es wurde 1974 als National Historic Landmark in das National Register of Historic Places (NRHP) eingetragen. Es befindet sich in direkter Nachbarschaft zum Isaac Winslow House und bildet mit diesem gemeinsam ein Museum.

## Historische Bedeutung
Das nur aus einem einzigen Raum bestehende Gebäude wurde 1832 für den Politiker Daniel Webster errichtet und diente ihm vorwiegend als Rückzugsort, wenn er in Ruhe arbeiten wollte. Das vollständig aus Holz errichtete Haus stand ursprünglich als Nebengebäude auf Websters Anwesen Green Harbor in Marshfield, das heute als Thomas-Webster Estate im NRHP eingetragen ist. Nachdem das dortige Haupthaus 1878 niederbrannte, ist es das einzige noch bestehende Bauwerk des Anwesens. 1966 wurde es an seinen heutigen Standort versetzt, restauriert und der Öffentlichkeit als Museum zugänglich gemacht.